# Сврчек, Мирко
Ми́рко Сврчек (чеш. Mirko Svrček, 11 октября 1925 — 29 апреля 2017) — чешский миколог, известный специалист по дискомицетам.

## Биография
Родился в Праге 11 октября 1925 года. Учился в Карловом университете в Праге, окончил его в 1949 году. С 1946 года связан с ботаническим отделением Национального музея в Праге.
Первые работы опубликовал в 1942—1943 годах, в них описывал виды Volvariella и Entoloma rhodopolium, обнаруженные им в окрестностях Праги. В 1964 году защитил диссертацию кандидата биологических наук.
Миколог широкого профиля, Сврчек исследовал агариковые грибы, миксомицеты, гастеромицеты, дискомицеты, лишайники, пиреномицеты, несовершенные грибы на растениях и древесины. В 1958 году подготовил первый том «Флоры ЧСР», для которого провёл монографическую обработку Hymenogastrales, Hysterangiales, Melanogastrales. В 1960 году напечатал монографию Tomentella и близких родов.
Наиболее известны работы Сврчека по дискомицетам. Он активно переписывался со специалистами по этой группе, в частности, с Ричардом Корфом и Ричардом Деннисом. Первая работа по дискомицетам Чехии была опубликована им в 1947 году. Сврчек провёл ревизии дискомицетов, описанных ранее Йозефом Веленовским: в 1954 году напечатал ревизию Orbilia, в 1976 году — Peziza, в 1979 году — оперкулятных дискомицетов, в 1985 году — иноперкулятных дискомицетов. В 1981 году подготовил «Каталог оперкулятных дискомицетов Чехословакии». Многие его работы впоследствии переводились на английский язык.
В 1992 году официально покинул состав сотрудников Национального музея Праги, однако продолжил заниматься исследовательской деятельностью. В Музее в настоящее время храняются несколько десятков тысяч образцов грибов, собранных Сврчеком.
Скончался 29 апреля 2017 года в возрасте 91 года.

## Некоторые научные публикации
- Garibovová L. V., Svrček M., Baier J. Houby. — Praha, 1985. — 302 p.
- Svrček M. Houby. — Praha, 2002. — 279 p.

## Роды грибов, названные именем М. Сврчека
- Svrcekia Kubička, 1960
- Svrcekomyces J.Moravec, 1976 — Pseudombrophila Boud., 1885